# Triturus carnifex
Espèce
Synonymes
- Triton carnifex Laurenti, 1768
- Salamandra platycauda Rusconi, 1821
- Triton nycthemerus Michahelles, 1830
- Petroponia nigra Massalongo, 1853
- Triturus cristatus carnifex (Laurenti, 1768)
- Triton cristatus platycephalus Fatio, 1872

Statut de conservation UICN

 LC  : Préoccupation mineure
Triturus carnifex est une espèce d'urodèles de la famille des Salamandridae.

## Répartition

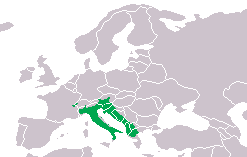
Distribution

Cette espèce se rencontre en Italie, en Suisse, en Autriche, dans le sud de l'Allemagne, en Tchéquie, en Hongrie, en Slovénie, en Croatie, en Bosnie-Herzégovine, en Serbie, au Monténégro, au Kosovo, en Macédoine et en Grèce.
Elle a été introduite en France, en Angleterre, en Belgique et aux Pays-Bas.

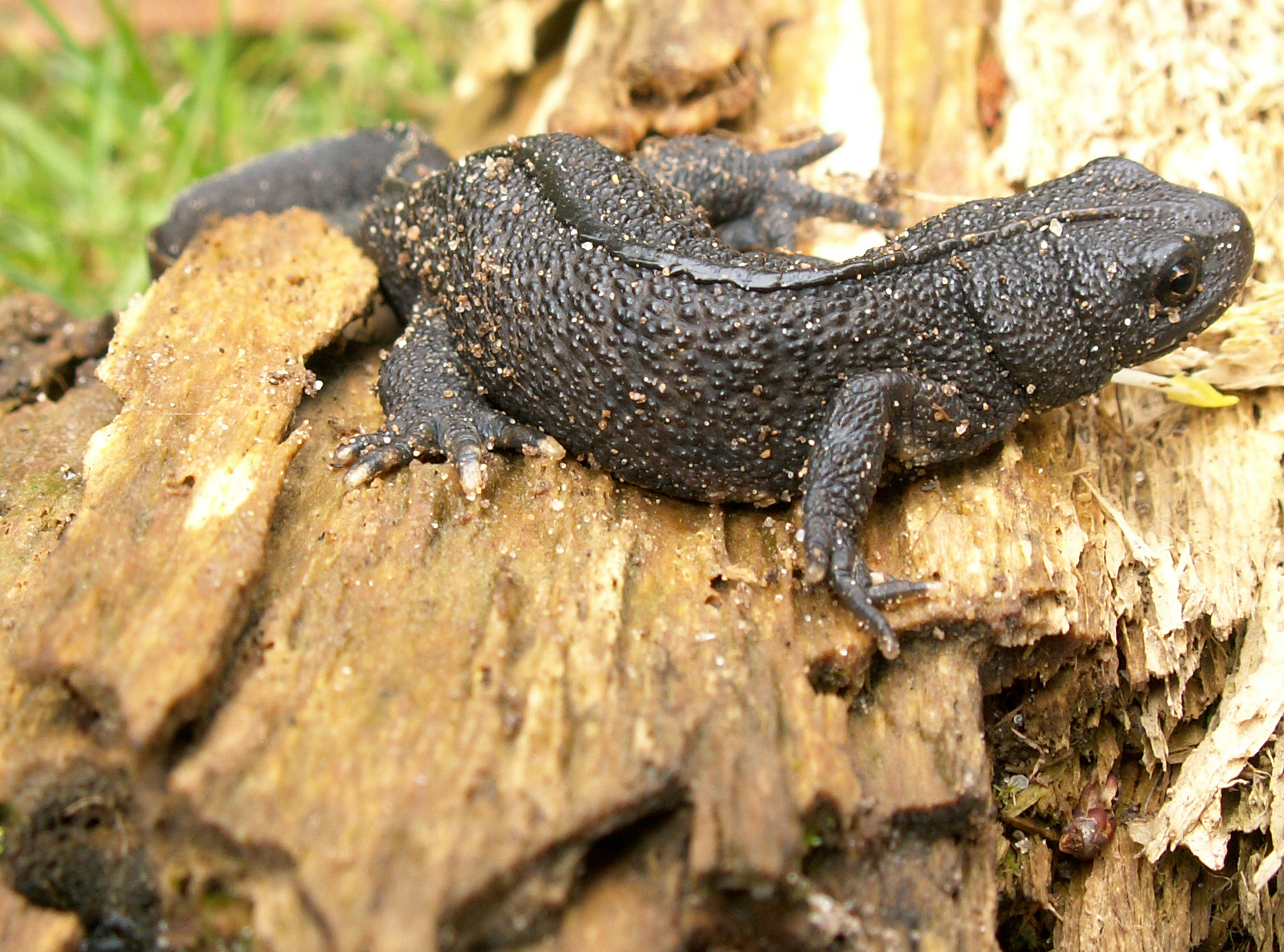
Mâle en phase terrestre.

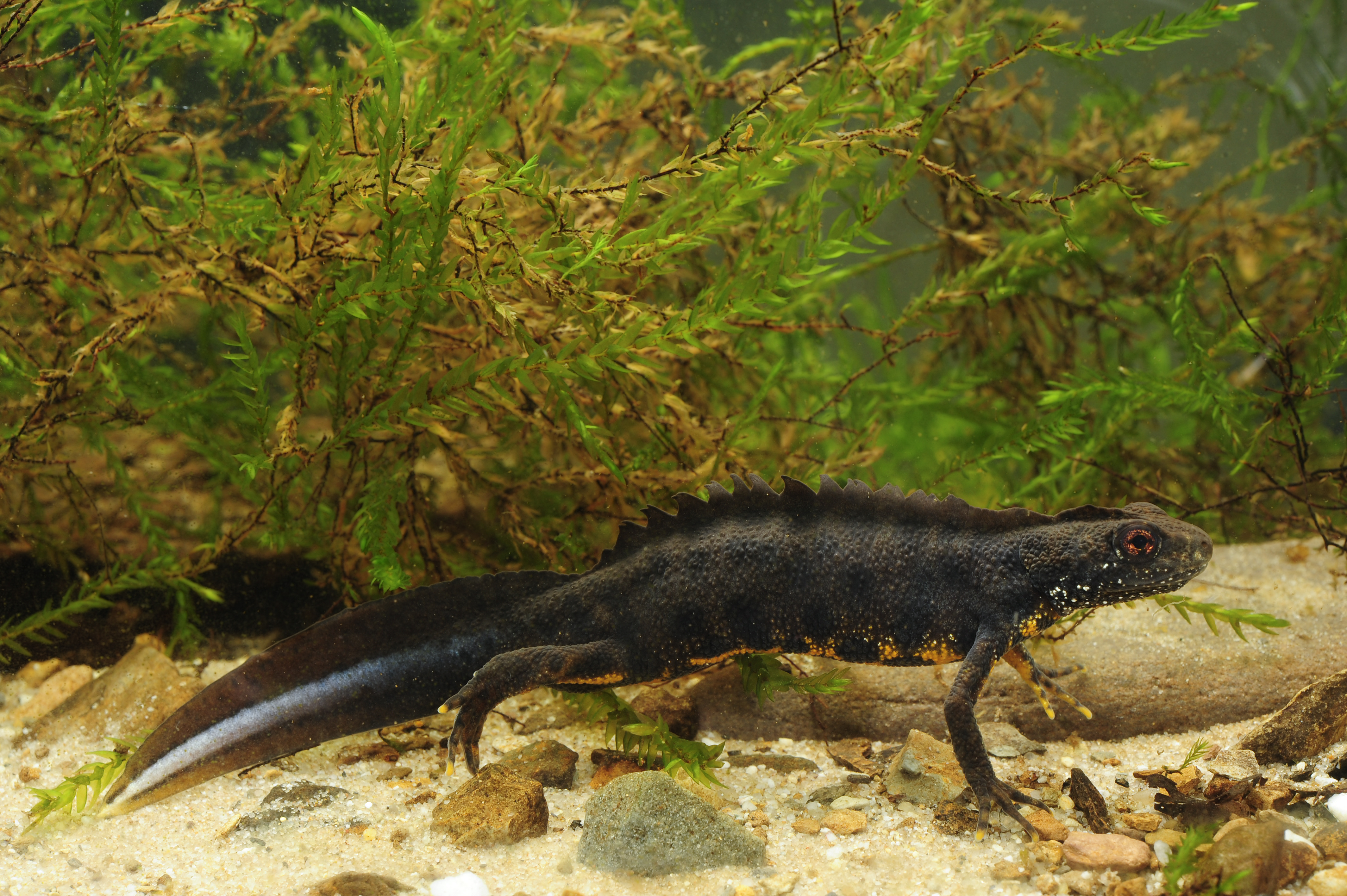
Mâle en phase aquatique.

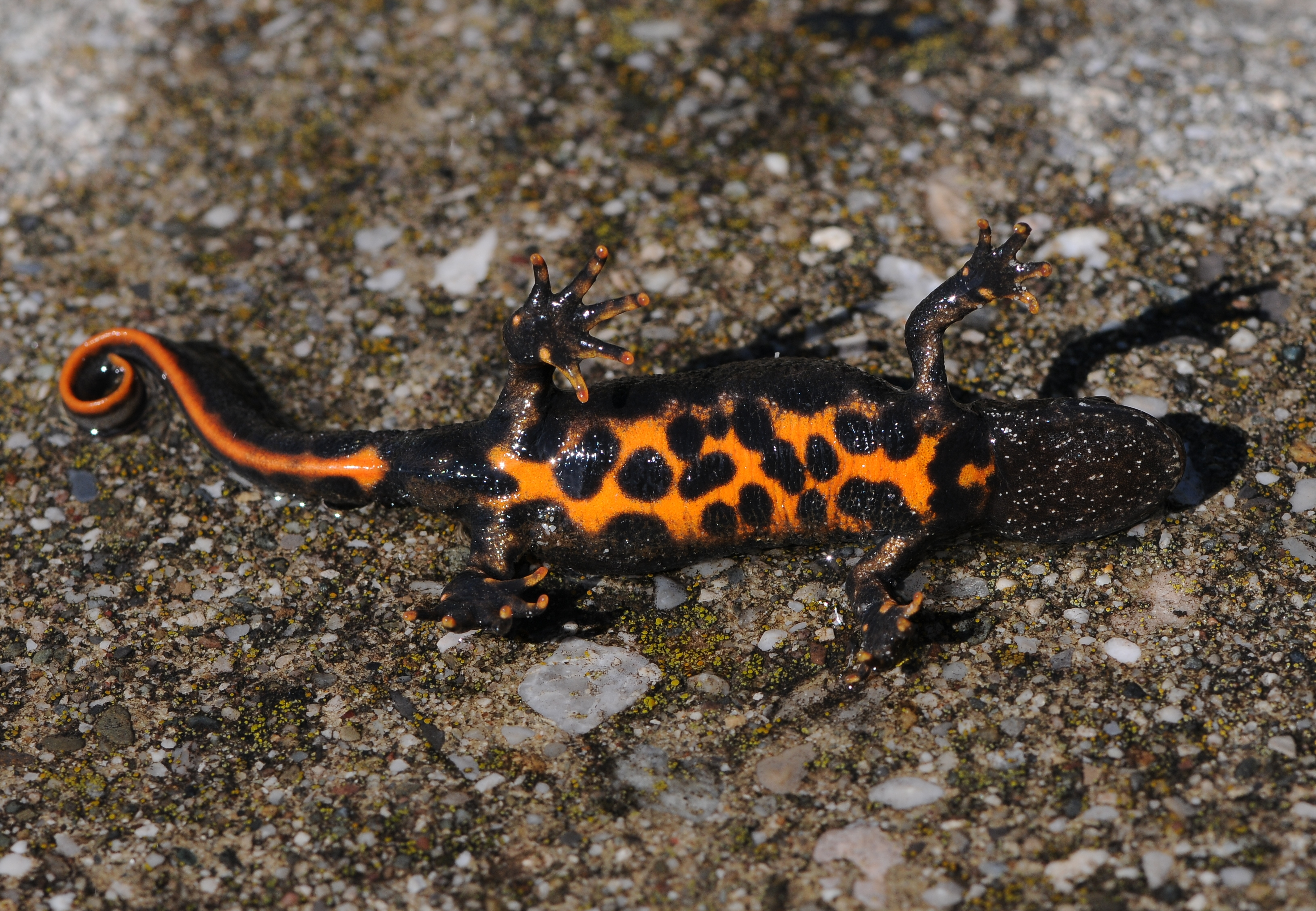
Face ventrale d'une femelle.

## Publication originale
- Laurenti, 1768 : Specimen medicum, exhibens synopsin reptilium emendatam cum experimentis circa venena et antidota reptilium austriacorum, Vienna Joan Thomae, p. 1-217 (texte intégral).